# Der Bücherwurm
Der Bücherwurm (Der Bibliothekar) ist eines der bekanntesten Motive des Münchener Malers Carl Spitzweg. Es existieren drei Gemälde mit diesem Titel.

## Geschichte

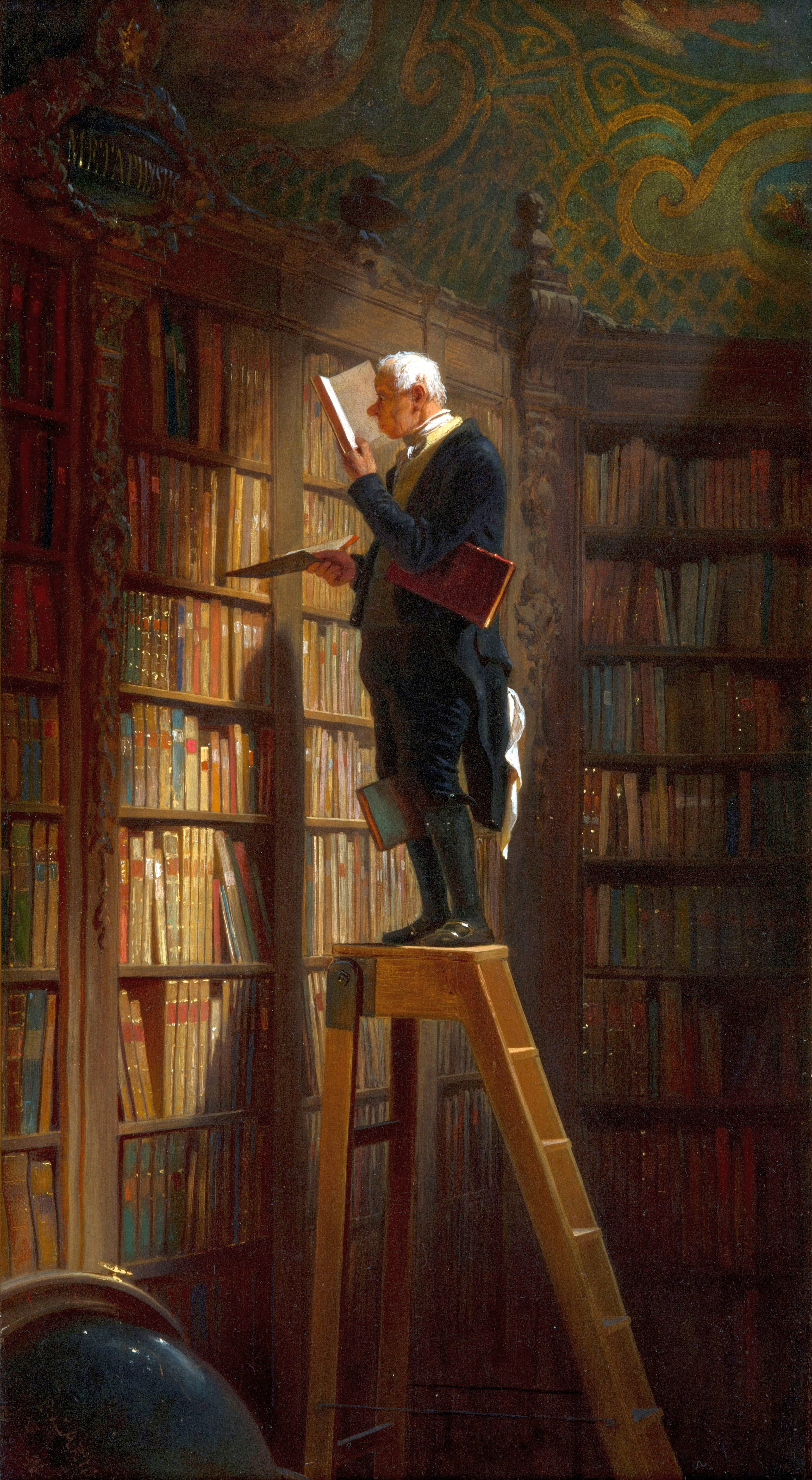
Version in Milwaukee

Die erste Fassung malte Spitzweg um 1845 (WVZ 540), er verkaufte sie 1860. Heute befindet sie sich in Privatbesitz. Um 1850 malte er ein weiteres Exemplar und führte es in seinem Verkaufsverzeichnis als Der Bibliothekar unter der Nr. 102  auf (WVZ 539). Es wurde 1852 an Ignaz Kuranda in Wien verkauft und gehört heute zur Sammlung des Museum Georg Schäfer in Schweinfurt. Das dritte Exemplar (WVZ 541) malte Spitzweg ein Jahr später und sandte es zum Verkauf an seinen New Yorker Kunsthändler Herman Schaus in New York. Dieses Werk gelangte über die Kunstsammlung René von Schleinitz in die Milwaukee Public Library, heute als Dauerleihgabe im Grohmann Museum in Milwaukee. Es gibt zudem noch fünf weitere Werke Spitzwegs mit ähnlichem Motiv (WVZ 534–538).

## Beschreibung
Das Bild zeigt einen bibliophilen Mann, umgangssprachlich „Bücherwurm“ genannt, auf einer Leiter in einer Bibliothek und karikiert eine der für Spitzweg besonders typischen kauzigen männlichen Einzelfiguren.
Der „Bücherwurm“ befindet sich in einer Bibliothek der zweiten Hälfte des 18. Jahrhunderts, deren Bücher systematisch nach Wissensgebieten geordnet sind, eine Systematik, welche die Göttinger Universitätsbibliothek im Jahr 1737 einführte.
Ein Lichtstrahl leuchtet die Szene aus. Wahrscheinlich ist es eine Öffnung, durch welche Sonnenstrahlen fallen. Der „Bücherwurm“ liest konzentriert in einem Buch, das er sich dicht vor seine kurzsichtigen Augen hält. In seiner rechten Hand hält er ein zweites aufgeschlagenes Buch und zwischen die Knie und unter seinen linken Arm hat er je ein weiteres Buch geklemmt.
Im Hintergrund sind weitere Bücherregale zu sehen, in denen einige Bücher fehlen.

## Kommentar
Die Buchrücken erinnern an ähnliche Details auf holländischen Bildern des 17. Jahrhunderts. Die Abteilung, in der sich der Bücherwurm gerade aufhält, ist mit Metaphysik überschrieben. Eventuell soll damit ein weltfremder Gelehrter dargestellt werden, der nicht rechts noch links guckt und sich völlig von der Außenwelt abgeschirmt hat.
Die Komposition des Bildes besteht im Prinzip aus zwei Diagonalen. Ein von rechts oben aus einem nicht sichtbaren Dachfenster im barocken Deckengemälde der Bibliothek mit blauer Himmelsdarstellung etwa zur Mittagszeit einfallender Lichtkegel beleuchtet das Bücherregal, die Figur und streift den links unten teilweise erkennbaren Globus nur am Rand. Die andere Diagonale führt von dem links oben am Regal angebrachten Schriftzug Metaphysik nach rechts unten über die Schräge der Stehleiter in ein bodenloses leicht nebulöses oder staubiges Nichts. Im Zentrum des Bildes bildet die Figur des leicht karikierten alten Mannes mit Schnupftuch, hängenden Schultern, und erkennbarer Kurzsichtigkeit, mit ihren zwischen den Knien und dem linken Ellenbogen eingeklemmten absturzgefährdeten Büchern das Symbol für einen alten Gegensatz. Dem zwischen der Banalität des Körperlichen und den lichten Höhen, in die der menschliche Geist sich aufzuschwingen vermag.

„Ist ein Buchliebhaber dargestellt, der sich völlig zu Hause weiß? Ein Wissensdurstiger, der von der Metaphysik für sein sich neigendes Leben Wahrheiten erwartet? Oder sehen wir einen selbstgenügsamen, totalen Ignoranten, der sein persönliches eingeschränktes Glück gefunden hat und darum den Betrachter zum Lächeln provoziert?“

## Galerie

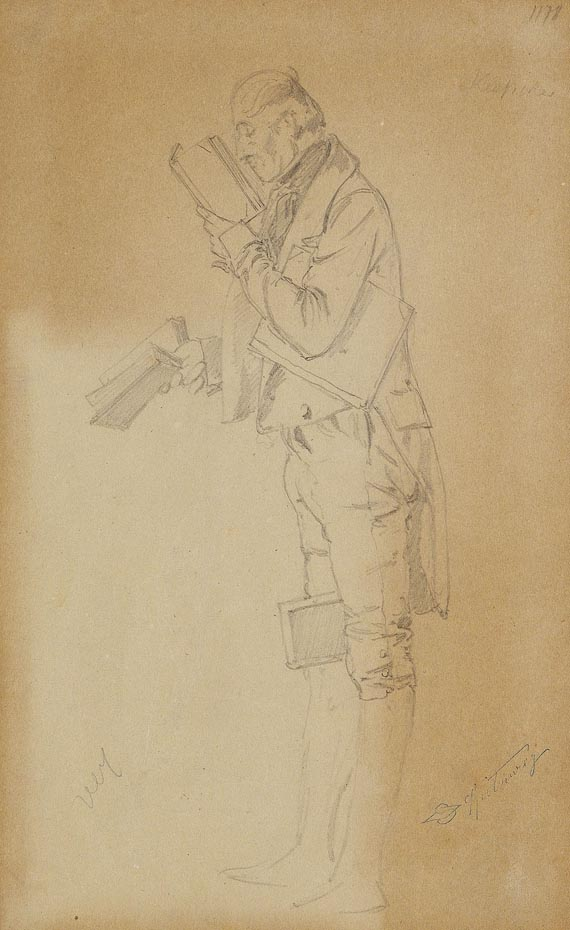
Vorzeichnung
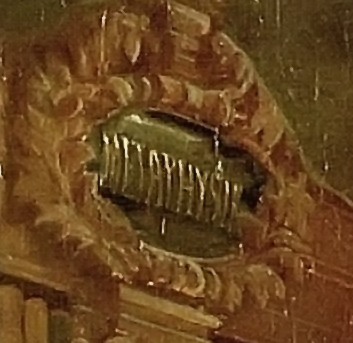
Schild mit der Aufschrift Metaphysik (Museum Georg Schäfer)
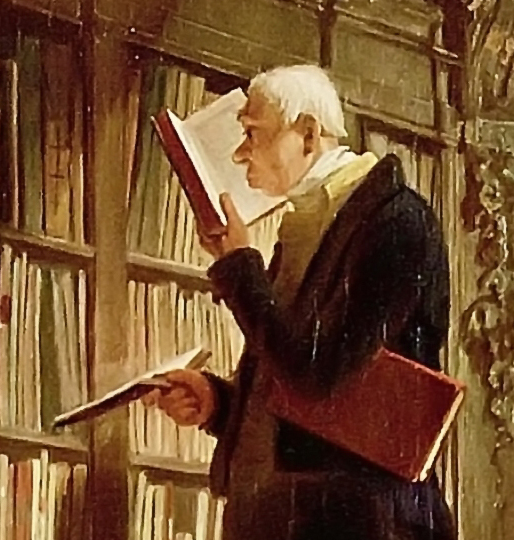
Ausschnitt (Museum Georg Schäfer)